# Shazam (tovenaar)
Shazam is een personage uit de strips van DC Comics. Hij werd bedacht tekenaar C. C. Beck en schrijver Bill Parker voor Fawcett Comics en maakte zijn debuut Whiz Comics #2 (februari 1940). Shazam is een 3000 jaar oude tovenaar die Billy Batson de kracht geeft om te transformeren in de superheld Captain Marvel. DC Comics heeft Captain Marvel's avonturen sinds 1973 gefactureerd onder de titel Shazam. In 2012 veranderde DC de naam van Captain Marvel officeel in Shazam, om een handelsmerkconflict met Marvel Comics personage met dezelfde naam op te lossen. Zowel de tovenaar als zijn pupil deelden de naam "Shazam" in de stripverhalen die van toen tot nu zijn gepubliceerd. De tovenaar onthult later dat "Shazam" een geadopteerde naam is. Zijn oorspronkelijke naam is "Mamaragan".
Djimon Hounsou vertolkte de oude tovenaar in de film Shazam! uit 2019.

## Achtergrond
Shazam informeert Billy dat hij een oude Egyptische tovenaar is die zijn krachten al vele eeuwen gebruikt om de krachten van het kwaad te bestrijden, maar dat hij nu oud is en niet lang naar deze wereld verlangt. Daarom geeft hij een deel van zijn macht door aan Billy, die zijn naam roept - "SHAZAM" - en transformeert in Captain Marvel/Shazam. Hoewel Shazam wordt gedood, zoals geprofeteerd door een gigantisch granieten blok dat op hem valt, kunnen Billy/Captain Marvel/Shazam de geest van Shazam oproepen voor begeleiding door een speciale vuurpot aan te steken in de grot van eeuwigheid. Meer superhelden sloten zich al snel aan bij Shazam in het voorzetten van de erfenis van Shazam, waaronder Mary Marvel en Captain Marvel jr. Shazam vertelt dat hij ooit 5000 jaar geleden, bevoegdheden aan Black Adam af, voordat Black Adam overleed.
Wanneer Billy hem voor het eerst ontmoet, vertelt Shazam Billy dat zijn naam een acroniem is van zes oude helden. Elke letter geeft hem bepaalde kenmerken:
S De wijsheid van Salomo;
H De kracht van Hercules;
A Het uithoudingsvermogen van Atlas;
Z De macht van Zeus;
A De moed van Achilles;
M De snelheid van Mercurius.

## In andere media

### Televisie
- Shazam verscheen in 1981 in de animatieserie The Kid Super Power Hour with Shazam!, ingesproken door Alan Oppenheimer.
- Shazam verscheen in 2008 in de animatieserie Batman: The Brave and the Bold, ingesproken door Jim Piddock.
- Shazam als "The Wizard" verscheen in 2016 in de aflevering "Classis Rock" van de animatieserie Justice League Action, ingesproken door Carl Reiner.

### Film
- Shazam verscheen in 1941 in de film Adventures of Captain Marvel bestaande uit 12 korte verhalen, ingesproken door Nigel De Brulier.
- Shazam verscheen in 2010 in de korte animatiefilm Superman/Shazam!: The Return of Black Adam, ingesproken door James Garner.
- Shazam verscheen in de live-actionfilms Shazam! uit 2019, Black Adam uit 2022 en Shazam! Fury of the Gods uit 2023 binnen het DC Extended Universe (DCEU), hierin wordt hij geportretteerd door Djimon Hounsou.

### Computerspel
- Shazam verscheen in 2008 in de arcade-vechtspel Mortal Kombat vs. DC Universe, ingesproken door Joe J. Thomas.
- Shazam verscheen in 2013 in het vechtspel Injustice: Gods Among Us. Hij verschijnt als een ondersteuningskaart in de mobiele versie van het spel.